# Níkos Tranós
Níkos Tranós (grec moderne : Νίκος Τρανός ; Zárakes, Eubée, 1957) est un sculpteur et professeur d'université grec. Au cours de la période entre 2019 et 2023, il est le recteur de l'École des beaux-arts d'Athènes.

## Biographie
Níkos Tranós naît dans le village de Zárakes, sur l'île d'Eubée, en 1957. Ιl suit des études entre 1983 et 1988 au sein de l'École des beaux-arts d'Athènes auprès du sculpteur Giórgos Nikolaḯdis. Par la suite, il suit des études postuniversitaires au sein de la même institution et suit également des cours au sein de l'École nationale supérieure des Beaux-Arts de Paris grâce à une bourse d'études de la Fondation hellénique de bourses d'études de l'État. Depuis 1995, il enseigne la sculpture au sein de l'École des beaux-arts d'Athènes, Au cours de la période entre 2019 et 2023, il est le recteur de l'école.
Son activité se concentre sur la sculpture et la construction. Ses œuvres sont principalement des installations visuelles, caractérisées par leur diversité et les explorations propres à l'artiste de concepts tels que le temps, l'existence et la fonction de la mémoire humaine. Depuis 1983, il présente ses œuvres dans des expositions individuelles et collectives en Grèce et dans d'autres pays. Nombre d'œuvres de Tranós sont exposées au sein d'institutions, de musées et de collections tels que, entre autres, la Pinacothèque nationale d'Athènes, le Musée national d'art contemporain d'Athènes, le Musée d'art contemporain de Thessalonique, ainsi que la Galerie municipale d'Athènes,.